# 블라디미르 겔판드
블라디미르 나타노비치 겔판드 (러시아어: Владимир Натанович Гельфанд, 1923년 3월 1일 ~ 1983년 11월 25일)는 소련군의 장교이자 회고록 작가로, 우크라이나 소비에트 사회주의 공화국 키로보흐라드주 노보아르한겔스크에서 태어났다.
소련군의 사병이자 이후 장교였던 겔판드는 1942년부터 1945년까지 제2차 세계 대전에 참전하였다. 그는 전쟁 기간 내내 일기를 작성했으며, 이 일기는 사후에 러시아어·독일어·스웨덴어로 출판되었다. 이 책에는 1946년 독일에서 점령군 장교로 복무한 시기도 포함되어 있다. 그의 책 《Deutschland Tagebuch 1945—1946》은 독일에서 독일어로 발간된 소련군 병사의 전쟁 일기로는 최초이자 유일한 사례이다. 전후에는 1983년까지 학교에서 역사와 사회 과목 교사로 근무했다.

## 간행물
- 2002, 독일, Tagebuch 1941—1946 (ISBN 3-87989-360-8)
- 2005, 독일, Deutschland Tagebuch 1945—1946 (ISBN 3-351-02596-3)
- 2006, 스웨덴, Tysk dagbok 1945—46 (ISBN 91-88858-21-9)
- 2008, 독일, Deutschland Tagebuch 1945—1946 (ISBN 3-7466-8155-3)
- 2012, 스웨덴, Tysk dagbok 1945—46 (ISBN 9789186437831)
- 2015, 러시아, Дневник 1941—1946 (ISBN 978-5-8243-1983-5; ISBN 978-5-9953-0395-4)
- 2016, 러시아, Дневник 1941—1946 (ISBN 978-5-8243-2023-7; ISBN 978-5-9953-0437-1)